# Lion's Cup 1981, одиночний розряд
В одиночному розряді тенісного турніру Lion's Cup 1981, який проходив в рамках циклу незалежних жіночих тенісних турнірів 1981 року, Мартіна Навратілова здобула титул, у фіналі перемігши Кріс Еверт 6-3, 6-2.

## Основна сітка

### Легенда
| - Q = Кваліфаєр - WC = Вайлд-кард - LL = Щасливий лузер | - Alt = Заміна - SE = Виняток - PR = Захищений рейтинг | - w/o = Без гри - r = Зняття - d = Присуджено перемогу |

|  | 1-ше коло           | 1-ше коло           | 1-ше коло           | 1-ше коло | 1-ше коло |   |            | Півфінали  | Півфінали | Півфінали | Півфінали | Півфінали |
|  |                     |                     |                     |           |           |   |            |            |           |           |           |           |
|  | Кріс Еверт          | Кріс Еверт          | 5                   | 6         | 7         |   |            |            |           |           |           |           |
|  | Гана Мандлікова     | Гана Мандлікова     | 7                   | 2         | 5         |   |            |            |           |           |           |           |
|  | Гана Мандлікова     | Гана Мандлікова     | 7                   | 2         | 5         |   | Кріс Еверт | Кріс Еверт | 3         | 2         |           |           |
|  |                     |                     |                     |           |           |   | Кріс Еверт | Кріс Еверт | 3         | 2         |           |           |
|  |                     | Мартіна Навратілова | Мартіна Навратілова | 6         | 6         |   |            |            |           |           |           |           |
|  | Мартіна Навратілова | Мартіна Навратілова | Мартіна Навратілова | 6         | 6         | 6 | 6          |            |           |           |           |           |
|  | Мартіна Навратілова | Мартіна Навратілова |                     |           |           | 6 | 6          |            |           |           |           |           |
|  | Трейсі Остін        | Трейсі Остін        | 3                   | 4         |           |   |            |            |           |           |           |           |